# Kamienka (rejon millerowski)
Kamienka (ros. Каменка) – chutor w Rosji, w obwodzie rostowskim, w rejonie millerowskim. W 2010 liczył 557 mieszkańców.